# Społeczeństwo otwarte i jego wrogowie
Społeczeństwo otwarte i jego wrogowie – dwutomowe dzieło filozofa nauki i twórcy teorii falsyfikacji Karla R. Poppera, opublikowane w 1945 r. będące krytyką totalitaryzmu, a w szczególności społecznych poglądów Platona, Hegla i Marksa.
Popper napisał to swoje najważniejsze dzieło z dziedziny nauk społecznych podczas II wojny światowej, na emigracji w Nowej Zelandii.

Widzę dziś jaśniej niż kiedykolwiek, że nawet największe kłopoty naszej ery wyrastają z czegoś, co jest tyleż godne podziwu i zdrowe, co niebezpieczne – a mianowicie z niecierpliwego pragnienia polepszenia losu bliźnich.

## Tematyka
Popper porównuje, wskazując istotne podobieństwa, filozofię Platona i Arystotelesa oraz nowożytną filozofię niemiecką Hegla i Marksa. Obie w jego mniemaniu są klasycznym przykładem historycyzmu, można je było przewidzieć, gdyż uzewnętrzniają niezmienne prawa dziejów. Popper nie odróżnia historycystycznego opisu przyszłości od naukowej przewidywalności. Cel dziejów jest odległy w czasie i przestrzeni, opisywany drobiazgowo, przez co nie ma możliwości wyobrażenia sobie doświadczenia kwestionującego jego realność. Historycyzm mówi o trybalizmie, dominacji szczepu, plemienia, państwa nad indywidualnością jednostki i uzależnieniu jej od siebie. Zarówno historycyzm, jak i trybalizm zawarty jest w dziełach pisarzy antyku, jak i u nowożytnych, niemieckich filozofów.
Platon zdaniem Poppera jest historycystą, wierzył bowiem, że „(...) prawo historycznego przeznaczenia, prawo upadku, może zostać złamane przez ludzką wolę opartą na mocy ludzkiego rozumu”, do czego potrzebne jest wstrzymanie wszelkich zmian politycznych. Przypisywał każdej, z natury skłonnej do upadku rzeczy w świecie, doskonałą i niezmienną rzecz znajdującą się w królestwie idei, form. Mając wgląd w to królestwo, można stworzyć warunki uniemożliwiające przeprowadzenie zmian. Innymi słowy Platon wierzył, że jego wiedza filozoficzna pozwoli stworzyć państwo, które ominie nieuchronny rozpad i postępująca degeneracja. To osobliwy historycyzm, dopuszczający możliwość wpływania na prawo przeznaczenia. Popper przekłada platoński wywód na język bardziej współczesny, nazywając te pomysły inżynierią społeczną.
Według Poppera, Platona łączy z Heglem i Marksem ideologiczne zaangażowanie w stworzenie świata, który miałby odpowiadać założonemu, filozoficznemu projektowi. Stworzył on zalążek idei totalitarnych, które w pełni rozwinęły się w XX wieku. Platon jest więc w jego oczach pierwszym wrogiem społeczeństwa otwartego, a nawet sojusznikiem Stalina i Hitlera.